# Petrus Malmberg
Petrus Malmberg, född den 7 februari 1653 i Stora Malms socken, Södermanland, död den 13 februari 1710 i Bender, var en svensk kyrkoman.

## Biografi
Malmberg blev 1672 student vid Uppsala universitet, promoverades 1679 till filosofie magister och prästvigdes 1681, anställdes sedermera som predikant för livdrabanterna, kallades 1687 till hovpredikant hos änkedrottningen och utnämndes 1696 till kyrkoherde i Katarina församling i Stockholm. Han kallades 1704 till Karl XII:s överhovpredikant och biktfader samt fältsuperintendent, följde sedermera svenska huvudhären och blev under dess vistelse i kurfurstendömet Sachsen teologie doktor i Wittenberg. År 1708 erhöll han fullmakt som biskop i Västerås, men fortfor att följa kungen i fält och till Turkiet.